# Auguste Haouisée
Auguste Alphonse Pierre Haouisée SI (chiń. 惠濟良; ur. 1 października 1877 w Évranie, zm. 10 września 1948 w Szanghaju) – francuski duchowny rzymskokatolicki, wikariusz apostolski Nankinu oraz wikariusz apostolski i biskup szanghajski.

## Biografia
W 1896 wstąpił do Towarzystwa Jezusowego. 10 czerwca 1910 otrzymał święcenia prezbiteriatu i został kapłanem swojego zakonu.
2 lipca 1928 papież Pius XI mianował go koadiutorem wikariusza apostolskiego Nankinu Próspero Parísa SI oraz biskupem tytularnym cercińskim. 3 października 1928 w Szanghaju przyjął sakrę biskupią z rąk wikariusza apostolskiego Xianxianu Henriego Lécroarta SI. Współkonsekratorami byli wikariusz apostolski Czyfu Adéodat-Jean-Roch Wittner OFM oraz wikariusz apostolski Ningbo André-Jean-François Defebvre CM.
13 maja 1931, gdy zmarł bp París, bp Haouisée został wikariuszem apostolskim Nankinu.
13 grudnia 1933 ten sam papież przeniósł go na nowo powstałą katedrę wikariusza apostolskiego Szanghaju. 11 kwietnia 1946, w związku ze zmianami administracyjnymi w chińskim Kościele, został biskupem szanghajskim, którym był do śmierci 10 września 1948. Zarówno w Nankinie jak i w Szanghaju był ostatnim zagranicznym misjonarzem, będącym ordynariuszem wikariatu/diecezji.